# Wolf Boysen
Wolf Boysen (* 26. April 1889 in Bitsch (Frankreich); † 20. Januar 1971 in Gütersloh) war ein deutscher Offizier der Wehrmacht im Zweiten Weltkrieg, zuletzt Generalleutnant der Infanterie. 

## Leben
Wolf Boysen trat am 14. März 1907 als Leutnant ohne Patent in das Infanterie-Regiment 66 ein. Drei Monate später erhielt er das Patent erteilt. Im gleichen Regiment wurde er später Bataillonsadjutant. Boysen nahm am Ersten Weltkrieg teil und wurde am 5. Oktober 1916 zum Hauptmann befördert.
Nach dem Krieg ging er Mitte März 1920 als Hauptmann zur Sicherheitspolizei, später Schutzpolizei nach Halle. Am 1. April 1934 wurde er zum Polizei-Oberstleutnant befördert.
Mit der Einrichtung wurde er in die Wehrmacht übernommen, wurde im Oktober 1935 zum Oberst ernannt. Ab April 1937 war er Kommandeur des Infanterie-Regiments 7 bei der 28. Infanterie-Division. Mit dem Regiment nahm er am Überfall auf Polen teil. Mitte Oktober 1939 wurde er Kommandeur der Ersatztruppe 2 im Wehrkreis VIII als Vertretung für Generalmajor/Generalleutnant Karl Bornemann. Von Dezember 1939 bis Mitte Januar 1940 war er kurzzeitig Kommandeur der neu aufgestellten 168. Infanterie-Division, übernahm dann aber als Inspekteur den Wehrersatzbezirk Weimar. Im August 1941 war er Kommandeur der Feldersatz-Division B, wurde dann aber wieder Inspekteur des Wehrersatzbezirks Weimar. Mitte 1942 ging er in der gleichen Position nach Kattowitz und wurde am 1. September 1942 zum Generalleutnant befördert. Später war er vom 26. Juli 1944 bis 3. November 1944 mit der Wahrnehmung der Geschäfte des Wehrmachtkommandanten Kattowitz betraut. Ab Mitte Februar 1945 war er bis Kriegsende Inspekteur vom Wehrersatzbezirk VIII.
Nach dem Krieg lebte er in Gütersloh.
Mitte 1926 hatte Boysen in Prittag Elisabeth Anna Julie Charlotte Finck von Finckenstein (1901–1964) geheiratet.